# A.S.D. Sarone
Associazione Sportiva Dilettante Sarone là một câu lạc bộ bóng đá Ý đến từ Sarone, Friuli-Venezia Giulia. Màu sắc của nó là trắng và đỏ.
Sarone đã được thăng hạng lên Serie D sau khi kết thúc ở vị trí số 1 tại Eccellenza Friuli-Venezuelaia Giulia năm 2006-07, nhưng chỉ sau một năm họ đã xuống hạng trở lại Eccellenza với vị trí cuối cùng.